# Mohamed Abdulredha
Mohamed Abdulredha (27 de septiembre de 1989) es un jugador de balonmano bareiní que juega de lateral izquierdo. Es internacional con la selección de balonmano de Baréin. 
En 2021 participó en los Juegos Olímpicos de Tokio 2020 con su selección, mientras que su primer Mundial fue el Campeonato Mundial de Balonmano Masculino de 2019.

## Palmarés internacional
| Campeonato Asiático | Campeonato Asiático | Campeonato Asiático | Campeonato Asiático |
| Año                 | Lugar               | Medalla             |                     |
| ------------------- | ------------------- | ------------------- | ------------------- |
| 2018                | Suwon               | Medalla de plata    |                     |
| 2022                | Dammam              | Medalla de plata    |                     |
| 2024                | Baréin              | Medalla de bronce   |                     |
| Juegos Asiáticos    |                     |                     |                     |
| Año                 | Lugar               | Medalla             |                     |
| 2018                | Yakarta-Palembang   | Medalla de plata    |                     |
| 2022                | Hangzhou            | Medalla de plata    |                     |